# Czirjék József
Czirjék József (Kisbarát, 1875. november 17. – Budapest, 1948. november 12.) festőművész.

## Életútja
Czinger Mihály és Tulner Erzsébet fiaként született. Művészeti tanulmányait Budapesten és Rómában végezte. A 20. század elején New Yorkban alkotott, majd az első világháború után Budapestre költözött. 1928-ban csoportos kiállításon mutatta be műveit Hágában és Londonban. Művei javarészt figurális kompozíciók és portrék. Felesége Fleischmann Mária Magdolna volt.